# Alfons I av Portugal
Alfons I av Portugal, mer känd som Afonso Henriques, född förmodligen 1109 i Guimarães, död 1185 i Coimbra, var Portugals första konung.
Han var son till greve Henrik av Burgund och grevinna Teresa av Leon. Han övertog 1128 regeringen från sin mor. Alfons besegrade morerna i slaget vid Ourique 1139, och lät därefter utropa sig till kung. Han proklamerade Portugals oberoende av Kastilien 1143. Han erövrade Lissabon från araberna 1147. 